# 美濃加茂市立太田小学校
美濃加茂市立太田小学校（みのかもしりつ おおたしょうがっこう）は、岐阜県美濃加茂市にある公立小学校。

## 通学区域
通学区域は太田町（長良川鉄道越美南線以北でかつ岐阜県道63号美濃加茂和良線以北の地域を除く）深田町1-3丁目、加茂川町1-3丁目、草笛町1-4丁目、太田本町1-5丁目、西町1-8丁目、前平町1-3丁目である。公立中学校の進学先は美濃加茂市立東中学校である。

## 沿革
- 1873年（明治6年） - 太田村に明道義校が開校。校区は太田村、下古井村。祐泉寺を仮校舎とする。
- 1877年（明治10年） - 下古井村が上古井村の古井学校[注釈 1]への通学となる。
- 1885年（明治18年） - 太田小学校に改称する。
- 1886年（明治19年） - 太田尋常小学校に改称する。
- 1889年（明治22年）7月1日 - 太田村が町制施行。太田町となる。
- 1893年（明治26年） - 太田尋常高等小学校に改称する。
- 1896年（明治29年） - 現在地（旧・尾張藩太田代官所跡地）に移転。
- 1904年（明治37年） - 農商補習学校を併設する。
- 1935年（昭和10年） - 太田町農商青年学校を併設する。
- 1941年（昭和16年） - 太田国民学校に改称する。
- 1947年(昭和22年) - 太田町立太田小学校に改称する。
- 1950年（昭和25年）8月10日 - 太田町が坂祝村大字深田の一部を編入。該当地区の児童が転入する。
- 1954年（昭和29年）4月1日 - 太田町、古井町、伊深村、蜂屋村、山之上村、加茂野村、および三和村の一部（川浦、廿屋）と合併し、美濃加茂市が発足。同時に美濃加茂市立太田小学校に改称する。
- 1975年（昭和50年） - 山手小学校が開校し、太田小学校の校区の一部が山手小学校に移る。